# مونيك نول
مونيك نول (بالهولندية: Monique Knol)‏ ولد بتاريخ 31 مارس 1964 في هولندا، هو دراج هولندي سابق في صنف سباق الدراجات على الطريق. سبق أن شارك في دورة الألعاب الأولمبية الصيفية وفاز بميدالية أولمبية.

## سجل النتائج

### سباقات أو مراحل فاز بها
- بطولة العالم لسباق الدراجات على الطريق

## الميداليات
| الميدالية | المسابقة                       |
| --------- | ------------------------------ |
| ذهبية     | الألعاب الأولمبية الصيفية 1988 |
| برونزية   | الألعاب الأولمبية الصيفية 1992 |

## روابط خارجية
- مونيك نول على موقع أرشيف الدراجات (الإنجليزية)
- مونيك نول على موقع إحصائيات الدراجات الإحترافية (الإنجليزية)
- مونيك نول على موقع أوليمبيديا (الإنجليزية)